# ماري دوريا راسل
ماري دوريا راسل (بالإنجليزية: Mary Doria Russell)‏ (19 أغسطس 1950، شيكاغو في الولايات المتحدة)؛ عالمة الإنسان، كاتِبة وروائية أمريكية.

## الجوائز
- جائزة آرثر سي كلارك

## روابط خارجية
- ماري دوريا راسل على موقع IMDb (الإنجليزية)